# Kubrick
Kubrick — шестой студийный альбом британского электронного дуэта Soulsavers. Пластинка была выпущена 4 декабря 2015 года и состоит из полностью инструментальных композиций не имеющих вокального сопровождения (впервые в дискографии коллектива). Диск был выпущен, как в цифровом формате, так и на физических носителях — на виниле и CD.
После довольно успешного мини-тура с Дейвом Гааном в поддержку предыдущего альбома Angels & Ghosts по США и Европе, дуэт принял решение подготовить к выходу новый материал, но на этот раз не приглашать для сотрудничества других музыкантов-вокалистов, как это было ранее. Стилистически продолжая во многом предыдущие альбомы, музыканты решили сделать акцент на более оркестровые аранжировки. Во многих композициях почти сведены к минимуму партии гитар и ударных, отдавая преимущество струнным.
В поддержку альбома музыканты не проводили ни выступлений, ни тура и синглов из альбома выпущено не было. Пластинка заняла 173-е место в бельгийском чарте (Фландрия).

## Список композиций
Все песни написаны и исполнены Soulsavers.
| №  | Название   | Длительность |
| -- | ---------- | ------------ |
| 1. | «DeLarge»  | 5:22         |
| 2. | «Clay»     | 2:29         |
| 3. | «Torrance» | 4:01         |
| 4. | «Dax»      | 4:58         |
| 5. | «Joker»    | 3:49         |
| 6. | «Hal1»     | 4:37         |
| 7. | «Mandrake» | 4:33         |
| 8. | «Ziegler»  | 2:30         |

Примечание
- 1 - композиция является перезаписанной версией песни Closer, изданной ранее на альбоме Tough Guys Don’t Dance.

## Участники записи
- Кевин Бейлис — ударные
- Шон Рид — орган
- Антон Рил — пианино
- Джеймс Уолборн — гитара
- Мартин ЛеНобл — бас-гитара